# Reimershausen
Reimershausen ist ein Ortsteil der Gemeinde Lohra im mittelhessischen Landkreis Marburg-Biedenkopf. Der Ort liegt auf etwa 200 m Höhe nahe der Mündung der Vers in die Salzböde.

## Geschichte

### Ortsgeschichte
Die älteste bekannte schriftliche Erwähnung von Reimershausen erfolgte unter dem Namen Reyrnerßhusen im Jahr 1261. Es werden Güter der Adelsfamilie von Rodheim genannt.
Zum 1. Juli 1972  wurde die bis dahin selbständige Gemeinde Reimershausen im Zuge der Gebietsreform in Hessen auf freiwilliger Basis in die Gemeinde Lohra eingemeindet.
Für Reimershausen wurde ein Ortsbezirk eingerichtet.

### Verwaltungsgeschichte im Überblick
Die folgende Liste zeigt die Staaten und Verwaltungseinheiten, denen Reimershausen angehört(e):
- vor 1567: Heiliges Römisches Reich, Landgrafschaft Hessen, Gericht Lohra (Gericht Lohra bestand aus den Orten Lohra, Nanzhausen, Willershausen, Rodenhausen, Seelbach, Rollshausen, Altenvers, Raimarshausen, Weiboldshausen, Kirchvers, Oberwalgern, Holzhausen, Stedebach und Damm)[5]
- ab 1567: Heiliges Römisches Reich, Landgrafschaft Hessen-Marburg, Gericht Lohra
- 1604–1648: Heiliges Römisches Reich, strittig zwischen Landgrafschaft Hessen-Darmstadt und Landgrafschaft Hessen-Kassel (Hessenkrieg), Gericht Lohra
- ab 1648: Heiliges Römisches Reich, Landgrafschaft Hessen-Kassel, Gericht Lohra
- ab 1686: Heiliges Römisches Reich, Landgrafschaft Hessen-Kassel, Amt Fronhausen[6]
- ab 1806: Landgrafschaft Hessen-Kassel, Amt Fronhausen
- 1807–1813: Königreich Westphalen, Departement der Werra, Distrikt Marburg, Kanton Lohra
- ab 1815: Kurfürstentum Hessen, Amt Fronhausen[7]
- ab 1821: Kurfürstentum Hessen, Provinz Oberhessen, Kreis Marburg[8][Anm. 2]
- ab 1848: Kurfürstentum Hessen, Bezirk Marburg
- ab 1851: Kurfürstentum Hessen, Provinz Oberhessen, Kreis Marburg
- ab 1867: Königreich Preußen, Provinz Hessen-Nassau, Regierungsbezirk Kassel, Kreis Marburg
- ab 1871: Deutsches Reich,  Königreich Preußen, Provinz Hessen-Nassau, Regierungsbezirk Kassel, Kreis Marburg
- ab 1918: Deutsches Reich, Freistaat Preußen, Provinz Hessen-Nassau, Regierungsbezirk Kassel, Kreis Marburg
- ab 1944: Deutsches Reich, Freistaat Preußen, Provinz Kurhessen, Landkreis Marburg
- ab 1945: Amerikanische Besatzungszone, Groß-Hessen, Regierungsbezirk Kassel, Landkreis Marburg
- ab 1946: Amerikanische Besatzungszone, Land Hessen, Regierungsbezirk Kassel, Landkreis Marburg
- ab 1949: Bundesrepublik Deutschland, Land Hessen, Regierungsbezirk Kassel, Landkreis Marburg
- ab 1972: Bundesrepublik Deutschland, Land Hessen, Regierungsbezirk Kassel, Landkreis Marburg, Gemeinde Lohra[Anm. 3]
- ab 1974: Bundesrepublik Deutschland, Land Hessen, Regierungsbezirk Kassel, Landkreis Marburg-Biedenkopf, Gemeinde Lohra
- ab 1981: Bundesrepublik Deutschland, Land Hessen, Regierungsbezirk Gießen, Landkreis Marburg-Biedenkopf, Gemeinde Lohra

### Gerichte seit 1821
Mit Edikt vom 29. Juni 1821 wurden in Kurhessen Verwaltung und Justiz getrennt. Der Kreis Marburg war für die Verwaltung und das Justizamt Fronhausen war als Gericht in erster Instanz für Reimershausen zuständig. Nach der Annexion Kurhessens durch Preußen 1866 erfolgte am 1. September 1867 die Umbenennung des bisherigen Justizamtes in Amtsgericht Fronhausen. Das Amtsgericht Fronhausen wurde 1943 geschlossen. Es wurde zunächst als Zweigstelle des Amtsgerichts Marburg geführt und 1948 endgültig aufgelöst. Sein Gerichtsbezirk wurde dem Amtsgericht Marburg zugeordnet.

## Bevölkerung

### Einwohnerstruktur 2011
Nach den Erhebungen des Zensus 2011 lebten am Stichtag dem 9. Mai 2011 in Reimershausen 135 Einwohner. Darunter waren keine Ausländer.
Nach dem Lebensalter waren 24 Einwohner unter 18 Jahren, 30 zwischen 18 und 49, 30 zwischen 50 und 64 und 21 Einwohner waren älter. Die Einwohner lebten in 51 Haushalten. Davon waren 9 Singlehaushalte, 12 Paare ohne Kinder und 24 Paare mit Kindern sowie 6 Alleinerziehende und keine Wohngemeinschaften. In 9 Haushalten lebten ausschließlich Senioren und in 36 Haushaltungen lebten keine Senioren.

### Einwohnerentwicklung
| Quelle: Historisches Ortslexikon |                                                                                            |
| • 1502:                          | 4 Männer                                                                                   |
| • 1577:                          | 13 Hausgesesse                                                                             |
| • 1630:                          | 10 Hausgesesse (4 dreispännige, 1 zweispännige Ackerleute, 5 Einläuftige)                  |
| • 1681:                          | 8 hausgesessene Mannschaften                                                               |
| • 1838:                          | 72 Einwohner (7 nutzungsberechtigte, 2 nicht nutzungsberechtigte Ortsbürger, 3 Beisassen). |

| Reimershausen: Einwohnerzahlen von 1745 bis 2011 | Reimershausen: Einwohnerzahlen von 1745 bis 2011 | Reimershausen: Einwohnerzahlen von 1745 bis 2011 | Reimershausen: Einwohnerzahlen von 1745 bis 2011 | Reimershausen: Einwohnerzahlen von 1745 bis 2011 |
| --- | ------------------------------------------------ | ------------------------------------------------ | ------------------------------------------------ | ------------------------------------------------ |
| Jahr |                                                  |                                                  |                                                  | Einwohner                                        |
| 1745 | 1745                                             |                                                  | 50                                               | 50                                               |
| 1800 | 1800                                             |                                                  | ?                                                | ?                                                |
| 1834 | 1834                                             |                                                  | 72                                               | 72                                               |
| 1840 | 1840                                             |                                                  | 74                                               | 74                                               |
| 1846 | 1846                                             |                                                  | 78                                               | 78                                               |
| 1852 | 1852                                             |                                                  | 79                                               | 79                                               |
| 1858 | 1858                                             |                                                  | 77                                               | 77                                               |
| 1864 | 1864                                             |                                                  | 83                                               | 83                                               |
| 1871 | 1871                                             |                                                  | 73                                               | 73                                               |
| 1875 | 1875                                             |                                                  | 64                                               | 64                                               |
| 1885 | 1885                                             |                                                  | 86                                               | 86                                               |
| 1895 | 1895                                             |                                                  | 66                                               | 66                                               |
| 1905 | 1905                                             |                                                  | 69                                               | 69                                               |
| 1910 | 1910                                             |                                                  | 68                                               | 68                                               |
| 1925 | 1925                                             |                                                  | 59                                               | 59                                               |
| 1939 | 1939                                             |                                                  | 60                                               | 60                                               |
| 1946 | 1946                                             |                                                  | 104                                              | 104                                              |
| 1950 | 1950                                             |                                                  | 119                                              | 119                                              |
| 1956 | 1956                                             |                                                  | 107                                              | 107                                              |
| 1961 | 1961                                             |                                                  | 89                                               | 89                                               |
| 1967 | 1967                                             |                                                  | 96                                               | 96                                               |
| 1980 | 1980                                             |                                                  | ?                                                | ?                                                |
| 1990 | 1990                                             |                                                  | ?                                                | ?                                                |
| 2000 | 2000                                             |                                                  | ?                                                | ?                                                |
| 2011 | 2011                                             |                                                  | 135                                              | 135                                              |
| Datenquelle: Historisches Gemeindeverzeichnis für Hessen: Die Bevölkerung der Gemeinden 1834 bis 1967. Wiesbaden: Hessisches Statistisches Landesamt, 1968. Weitere Quellen: LAGIS; Zensus 2011 |                                                  |                                                  |                                                  |                                                  |

### Historische Religionszugehörigkeit
| Quelle: Historisches Ortslexikon |                                                                   |
| • 1861:                          | alle Einwohner evangelisch-lutherisch                             |
| • 1885:                          | 86 evangelische (= 100,00 %) Einwohner                            |
| • 1961:                          | 75 evangelische (= 84,27 %), 14 katholische (= 15,73 %) Einwohner |

### Historische Erwerbstätigkeit
| Quelle: Historisches Ortslexikon | |
| • 1745:                          | Erwerbspersonen: drei Müller, zwei Schmiede, ein Leineweber.                                                                      |
| • 1838:                          | Familien: 7 Ackerbau, 4 Gewerbe, eine Tagelöhner.                                                                                 |
| • 1961:                          | Erwerbspersonen: 27 Land- und Forstwirtschaft, 18 Produzierendes Gewerbe, 6 Handel und Verkehr, 1 Dienstleistungen und Sonstiges. |

## Politik
Für Reimershausen besteht ein Ortsbezirk mit Ortsbeirat und Ortsvorsteher nach der Hessischen Gemeindeordnung. Er umfasst das Gebiet der ehemaligen Gemeinde Reimershausen.
Der Ortsbeirat Reimershausen besteht aus fünf Mitgliedern. Bei den Kommunalwahlen in Hessen 2021 betrug die Wahlbeteiligung zum Ortsbeirat 75,26 %. Alle Kandidaten gehörten der Liste „Dorgemeinschaft Reimershausen“ an. Der Ortsbeirat wählte Günter Kraft zum Ortsvorsteher.

## Vereine
Reimershausen verfügt über eine Freiwillige Feuerwehr, deren Räumlichkeiten durch ein hohes Maß an Eigeninitiative im Jahr 2007 renoviert und ausgebaut wurden.